# Barrette à ressort
Pour les articles homonymes, voir Barrette.
Une barrette à ressort ou pompe à ressort est un élément mécanique contenant un ressort qui permet de relier le bracelet aux cornes du boîtier d'une montre. Le diamètre est de 1,5  à 2 millimètres et la longueur est fonction de l'entrecorne du boîtier, de 8 à 40 mm, les plus fréquemment utilisées mesurent environ 20 mm.